# Evia

Kaart

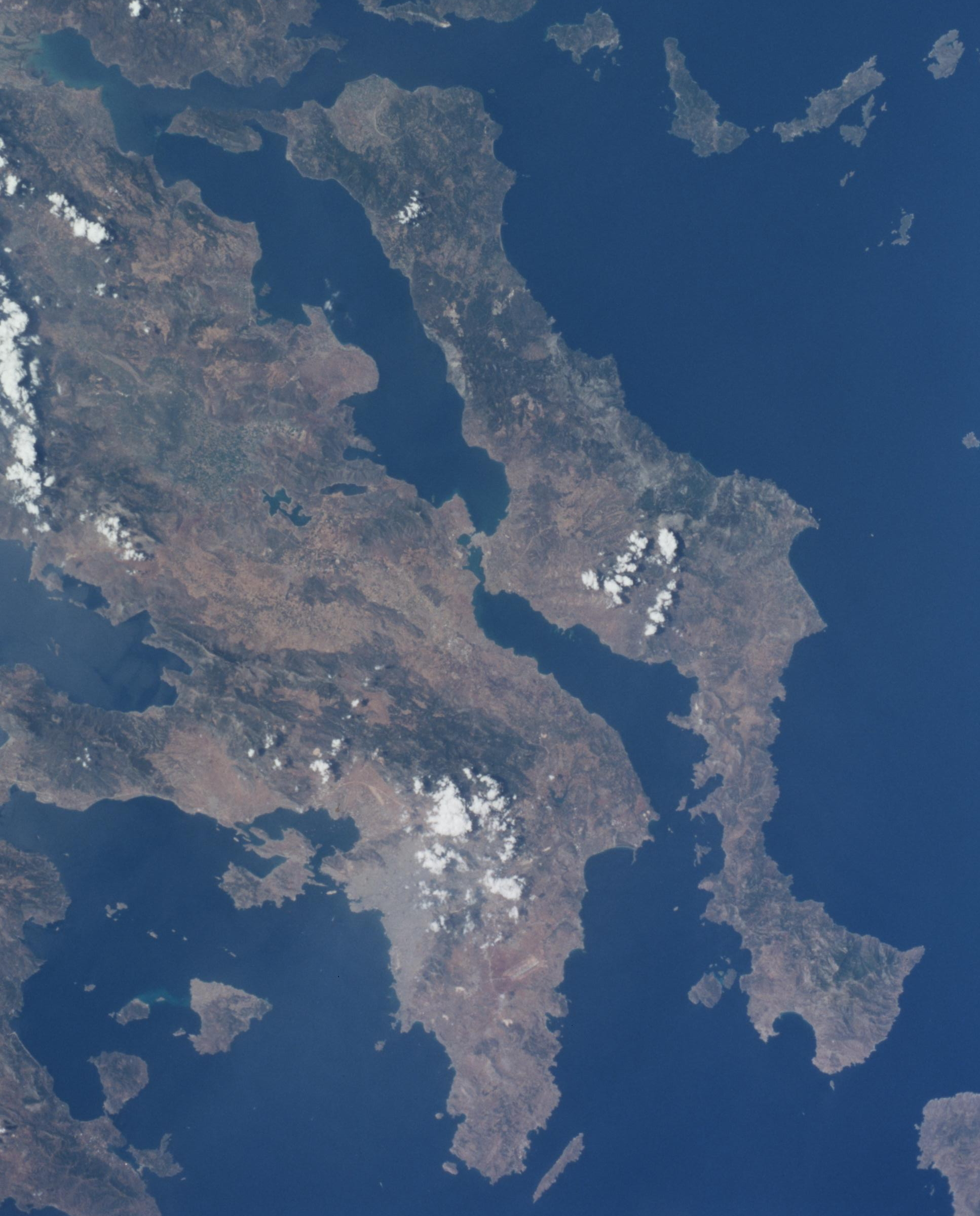
Evia vanuit de ruimte

Evia of Euboea (Grieks: Εύβοια, Evia), in het Nieuwgrieks uitgesproken als ['εvja] is een Grieks eiland in de Egeïsche Zee, voor de oostkust van Attica. Het vormt, samen met enkele kleinere eilanden, een periferie-district van Griekenland. Het langgerekte (175 km) eiland is 4167 km² groot en telt 210.000 inwoners. De hoofdstad is Chalkida, moderne naam voor het oude Chalkis. Soms wordt Evia tot de eilandengroep de Noordelijke Sporaden gerekend, maar meestal wordt het apart vermeld of als onderdeel van de Noordelijke Sporaden en Euboea.
Evia is na Kreta het grootste eiland van Griekenland en is vlak bij Chalkida door een brug met het Griekse vasteland verbonden. Heel Evia is bergachtig en bosrijk; de hoogste bergen zijn de Dirfys, met een hoogte van 1743 m, de Pyxaria (1341 m) in het noordoosten en de Ochi (1394 m) in het zuiden. In de dalen wordt er aan wijn- en akkerbouw gedaan (o.a. graan, katoen, citrusvruchten); voorts is er veeteelt en aan de kust visserij (sardines). Het blauwgrijze marmer was in de oudheid beroemd als "marmer van Carystus" (het huidige Karystos). Aan de oostkust is er wat bruinkoolwinning, in het noorden zijn geneeskrachtige bronnen.
Het eiland is eenvoudig te bereiken, zowel met veerdiensten (Rafina naar Marmari en Oropos naar Eretria) als over de
brug bij Chalkida, dat ook per trein te bereiken is vanuit bijvoorbeeld Athene, Larissa en Volos.

## Toerisme
Het toerisme heeft op Evia voorlopig nog niet zo’n overweldigende invloed, hoewel veel Grieken het eiland als vakantiebestemming kiezen. Het eiland heeft diverse stranden. Verder heeft het een gevarieerde natuur, met bossen, valleien, watervallen, bergen, enzovoorts. In de winter kan men ook skiën op het eiland.
Bij de kleine stad Amarynthos is door Griekse en Zwitserse archeologen een van de grootste Artemistempels uit de Klassieke Oudheid ontdekt: de Artemis Amarynthia.

## Geschiedenis
In de oudheid waren de belangrijkste steden Chalkis en Eretria, daarnaast Cyme (het huidige Kymi) op de oostkust. Kaap Artemisium is bekend geworden door de zeeslag van 480 v.Chr. In de vlakte tussen Chalcis en Eretria werd runderteelt bedreven: van dit bedrijf getuigt de naam en het feit dat verscheidene Euboeïsche steden het rund als muntsymbool hadden.

Ook schijnt er een verhaal de ronde te doen dat Griekse kolonisten uit Kymi (Grieks: KYMH) de kolonie Cumae, nabij Napels, hebben gesticht en daar het oude Grieks tot het Latijn hebben ontwikkeld.
Het was ook de plaats waar Aristoteles zijn familielandgoed had gesitueerd. Hij vluchtte hierheen toen het rijk van Alexander de Grote uiteenviel en hij uit de gratie viel. Hij overleed hier in 322 v. Chr., op drieënzestigjarige leeftijd.
Later heeft ook de republiek Venetië het eiland in handen gehad (1204-1470). De Venetianen noemden het eiland Negroponte of Isola di Negroponte, alsook de hoofdstad Chalkis droeg de naam Negroponte. Een getuige hiervan is het Venetiaans kasteel langs de kust in Karystos, dat de bedoeling had controle uit te oefenen op de baai van Karystos in het zuiden van Evia. Venetië verwierf Evia tijdens de Vierde Kruistocht en verloor het tijdens de Tweede Ottomaans-Venetiaanse Oorlog.

## Plaatsen[5]
Door de bestuurlijke herindeling (Programma Kallikrates) werden de departementen afgeschaft vanaf 2011. Het departement “Evia” werd een regionale eenheid (perifereiaki enotita). Er werden eveneens gemeentelijke herindelingen doorgevoerd, in de tabel hieronder “Gemeente” genoemd.
| Plaats     | Hoofdplaats (vroeger) | Postcode | Gemeente                 | Hoofdplaats van de gemeente |
| ---------- | --------------------- | -------- | ------------------------ | --------------------------- |
| Aidipsos   | Loutra Edipsou        | 343 00   | Istiaia-Aidipsos         | Istaia                      |
| Amarynthos |                       | 340 06   | Eretria                  | Eretria                     |
| Anthidonas | Drosia                | 341 00   | Chalkida                 | Chalkida                    |
| Artemisio  |                       | 342 00   | Istiaia-Aidipsos         | Istaia                      |
| Avlida     | Vathy                 | 341 00   | Kymi-Aliveri             | Aliveri                     |
| Avlona     | Avlonari              | 340 09   | Chalkida                 | Chalkida                    |
| Chalcis    |                       | 341 00   | Chalkida                 | Chalkida                    |
| Dirfys     | Steni Dirfyos         | 340 14   | Dirfys-Messapia          | Psachna                     |
| Dystos     | Krieza                | 340 17   | Kymi-Aliveri             | Aliveri                     |
| Elymnies   | Limni                 | 340 05   | Mantoudi-Limni-Agia Anna | Limni Evvoias               |
| Eretria    |                       | 340 08   | Eretria                  | Eretria                     |
| Istiaia    | Istiaia               | 342 00   | Istiaia-Aidipsos         | Istaia                      |
| Karystos   | Karystos              | 340 01   | Karystos                 | Karystos                    |
| Kirea      | Mantoudi              | 340 04   | Mantoudi-Limni-Agia Anna | Limni Evvoias               |
| Konistres  | Konistres             | 340 16   | Karystos                 | Karystos                    |
| Kymi       | Kymi                  | 340 03   | Kymi-Aliveri             | Aliveri                     |
| Lilanti    | Vasiliko              | 340 02   | Chalkida                 | Chalkida                    |
| Marmari    | Marmari               | 340 13   | Karystos                 | Karystos                    |
| Messapioi  | Psachna               | 344 00   | Dirfys-Messapia          | Psachna                     |
| Nea Artaki | Nea Artaki            | 346 00   | Chalkida                 | Chalkida                    |
| Nileas     | Agia Anna             | 340 10   | Mantoudi-Limni-Agia Anna | Limni Evvoias               |
| Oraioi     | Oraioi                | 340 12   | Istiaia-Aidipsos         | Istaia                      |
| Skyros     |                       | 340 07   | Skyros                   | Skyros                      |
| Styra      | Styra                 | 340 15   | Karystos                 | Karystos                    |
| Taminei    | Aliveri               | 345 00   | Karystos                 | Karystos                    |
| Kafireas   | Amygdalia             | 340 01   | Karystos                 | Karystos                    |
| Lichas     |                       | 343 00   | Istiaia-Aidipsos         | Istaia                      |

Acarnanië · Achaea · Aenianië · Aetolië · Aperantië · Arcadië · Argolis · Athamanië · Attica · Boeotië · Chalkidiki · Chaonië · Dassaretië · Dolopië · Doris · Elis · Epirus · Evia · Histiaeotis · Korinthië · Laconië · Lokris · Macedonië · Magnesië · Malis · Megaris · Messenië · Molossis · Mygdonië · Oetaea · Parauaea · Pelagonië · Pelasgiotis · Perrhaebië · Phocis · Phthiotis · Piërië · Thesprotië · Thessaliotis · Thessalië · Tymphaea